# Podziemie antykomunistyczne w Bielsku i Białej Krakowskiej w latach 1945–1948

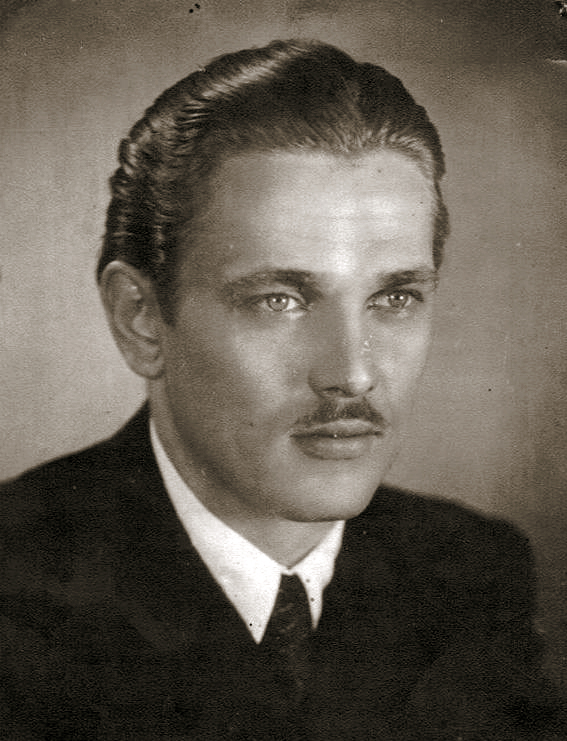
Henryk Flame, ps. „Bartek”

Armia Czerwona wkroczyła do Bielska 10 lutego 1945 r., po walkach z wojskami niemieckim w Hałcnowie i na wschodnich peryferiach miasta (Lipnik). Na wiosnę tego roku na terenie miasta (z którego prawobrzeżnej części 12 czerwca ponownie wydzielono miasto Biała Krakowska) i jego najbliższych okolic rozpoczęło swoją działalność podziemie antykomunistyczne.
Już w marcu w Mikuszowicach, Komorowicach oraz Hałcnowie rozpoczęły działalność małe oddziały identyfikowane z ruchem oporu Armii Krajowej. Oddziały te nie działały zbyt długo na tym terenie oraz nie odnosiły większych sukcesów. Wielu żołnierzy wyjechało z miasta jeszcze w pierwszej połowie 1945 r.
Miejsce AK zajęły Narodowe Siły Zbrojne (NSZ). Wiosną 1945 r. aktywował się oddział Henryka Flame, ps. „Bartek”, który podlegał VII okręgowi NSZ. 2 stycznia 1945 roku żołnierze oddziału NSZ Flamego, wypełniając dyrektywy kierownictwa, wstąpili do MO. Cała grupa zdezerterowała 5 maja 1945 roku z zamiarem utworzenia w okolicy oddziału partyzanckiego. Oddział ten należał do najlepiej zorganizowanych i wyposażonych na Śląsku Cieszyńskim. Składał się z szesnastu grup leśnych, działających głównie w Beskidzie Śląskim. Należeli do niego zarówno żołnierze AK, byli milicjanci, jak i młodzież. Jedną z głównych baz rekrutacyjnych oddziału była wieś Komorowice. Źródła sprzed 1989 r. podają, że Henryk Flame zwabiał do oddziału podstępem młodzież, oferując w zamian m.in. miejsce w szkole oficerskiej. Autentyczność tych przekazów została jednak przez współczesnych historyków podana w wątpliwość, ponieważ dokładnie sprawdzano wszystkie osoby przyjmowane do oddziału w obawie przed dekonspiracją. Każda nowo przyjęta osoba składała przysięgę o następującej treści: „Wstępując w szeregi Narodowych Sił Zbrojnych, zobowiązuję się do walki z okupantem rosyjskim, poświęcając dla ojczyzny majątek i wszystko, nawet życie. W razie konfliktu z władzami NSZ poddam się wyrokowi śmierci sądu organizacyjnego. Tak mi dopomóż Bóg i Trójca jego święta!”
W kwietniu 1945 r. zawiązał się oddział Jana Wadonia, ps. „Prawy”. Należeli do niego zarówno dawni żołnierze AK, jak i młodzież szkolna. Oddział „Prawego” ściśle współpracował z oddziałem „Bartka”.
Innymi grupami podlegającymi NSZ i prowadzącymi działalność na terenie dzisiejszego Bielska-Białej były oddziały ROAK, oddział Bronisława Glapiaka „Bora”, oddział Mieczysława Kozłowskiego „Błyska” i kilka mniejszych.
Oddziały NSZ dokonywały podziemnych sądów. Wielu działaczy organizacji komunistycznych takich jak Urząd Bezpieczeństwa, Polska Partia Robotnicza czy Związek Walki Młodych pobito bądź nawet zabito. Każdy oskarżony dostawał odpowiednio wcześniej zawiadomienie o wyroku. NSZ uważało się bowiem za zbrojne ramię legalnie działającego Rządu RP na uchodźstwie. Do bardziej znanych akcji podziemia należały: zabicie 22 lipca 1945 r. oficera UB, Ludwika Fajkisa, oskarżonego przez podziemie o „szczególną gorliwość w wykonywaniu obowiązków”, a także w dwa dni później wykonanie wyroku na agentce ZWM Janiny Drewniak, która wniknęła w strukturę oddziału „Prawego” dla jego infiltracji i rozbicia.
W maju 1945 r. miała miejsce pierwsza dekonspiracja podziemia – zamordowano trzynastu żołnierzy NSZ, którzy pracowali w bialskim Urzędzie Bezpieczeństwa. W sierpniu tego samego roku oddział „Prawego” dokonał nieudanego zamachu, po czym aresztowano większość oddziału. W tym samym miesiącu w UBP w Białej wykryto grupę dwudziestu trzech żołnierzy AK, których aresztowano.
Rok 1946 był rokiem najintensywniejszej działalności NSZ na obszarze Bielska-Białej. W styczniu 1946 r. odbyła się w bielskiej strzelnicy (dziś siedziba BCK) pierwsza rozprawa podziemia niepodległościowego, mająca wyraźnie propagandowy charakter. Na początku lutego władza ograniczyła nagonkę na żołnierzy Narodowych Sił Zbrojnych. Ograniczenia te nie trwały jednak długo, bowiem już 13 lutego oddział NSZ zabił w Komorowicach funkcjonariusza Milicji, A. Stasickiego. Wydarzenie to mogło być jedną z przyczyn utworzenia w Bielsku oddziału ORMO. 2 kwietnia partyzanci zastrzelili dwóch milicjantów z Białej Krakowskiej, a także rozpoczęli kilkumiesięczną akcję przeciwko działaczom PPR w Lipniku. Zostali oni pobici, a niektórzy także upokorzeni poprzez „ogolenie głowy” (np. Franciszek Dudziak). Podobną akcję Narodowe Siły Zbrojne przeprowadziły 3 czerwca 1946 r. w Straconce. Ukarano wówczas działacza PPR, milicjanta i sołtysa Straconki, Stanisława Gąsiora – żołnierze ogolili im głowy i pobili.
Najgłośniejszą akcją Narodowych Sił Zbrojnych na Śląsku Cieszyńskim było zajęcie Wisły w dniu 3 maja 1946 roku. Miejscowość została zajęta bez jednego wystrzału – funkcjonariusze MO i UB byli tak zaskoczeni i przestraszeni, że zabarykadowali się na swych posterunkach. Pododdziały „Bartka” przeprowadziły w centrum miasta kilkugodzinną defiladę.
Oto jak opisuje to wydarzenie Antoni Biegun, ps „Sztubak”, podkomendny „Bartka” i dowódca oddziału „Szarego” (jednego z największych – w lecie 1946 liczył 112 partyzantów):
Na czele jechali kpt. Henryk Flame „Bartek” i Jan Przewoźnik ps. „Ryś” na koniach. Długość idących oddziałów wynosiła około półtora kilometra. Wkrótce weszliśmy do miasteczka. W pierwszym momencie ludzie byli zaszokowani, lecz gdy dowiedzieli się, że jesteśmy partyzantami zaczęto wiwatować. Tu i ówdzie odzywały się głosy, że wybuchło powstanie. Ludność zaczęła nas częstować żywnością, obrzucać kwiatami i całować.
Oprócz działalności militarnej, na wiosnę 1946 r. oddziały NSZ rozpoczęły druk i kolportaż ulotek nawołujących do zagłosowania 3 x NIE w referendum ludowym.
Z biegiem czasu działalność NSZ w Bielsku, Białej i okolicach stawała się coraz trudniejsza. 25 maja 1946 r. UB urządziło w Komorowicach Śląskich zasadzkę na oddział „Burza”. Podczas walki zginął jego dowódca, „Śmiały”. W czasie potyczki oddziału „Bartka” z funkcjonariuszami MO pod Błatnią zginęło kilkunastu milicjantów (straty po stronie „Bartka”) nie są znane. Na miejscu potyczki wzniesiono po latach pomnik ku czci milicjantów poległych w walkach z antykomunistyczną partyzantką. Ciała żołnierzy NSZ pochowano prawdopodobnie w lesie koło pomnika. Wkrótce potem oddział „Bartka” rozpoczął działalność w masywie Magurki Wilkowickiej. UB dwukrotnie przeprowadziło obławy na partyzantów w rejonie Straconki, które zakończyły się niepowodzeniem. Natychmiast potem podjęto inne działania, dzięki którym ujęto (i prawdopodobnie zamordowano) dziewięćdziesięciu żołnierzy oddziału „Bartka”. Swój wkład w osłabienie NSZ włożył Bronisław Smoleń – szef podziemnego wywiadu, który został współpracownikiem UB. Ponadto z biegiem czasu miejscowa ludność w coraz mniejszym stopniu popierała zbrojne podziemie (wpływ na taki stan rzeczy miała propaganda władz, a także pożar młyna zbożowego Neumanna w Białej Krakowskiej, o którego wzniecenie publicznie oskarżono żołnierzy NSZ).
We wrześniu 1946 roku, w wyniku prowokacji UB, 167 żołnierzy zgrupowania „Bartka” zostało wywiezionych i zamordowanych. Według najnowszych badań Instytutu Pamięci Narodowej miało to miejsce w lasach w okolicach wsi Barut lub w Łambinowicach na Opolszczyźnie. Zbrodnia, popełniona w pierwszej dekadzie września 1946, była szczegółowo zaplanowana przez Ministerstwo Bezpieczeństwa Publicznego. Decyzję o niej podjął osobiście wiceminister MBP, gen. Natan Grünspan-Kikiel vel Roman Romkowski. Plan nosił kryptonim „Lawina”. W akcję zaangażowano setki funkcjonariuszy MO i Korpusu Bezpieczeństwa Wewnętrznego. Do zgrupowania przedostał się agent UB, Henryk Wendrowski, który podawał się za cichociemnego, wysłannika Rządu RP na Uchodźstwie, mającego przeprowadzić ewakuację partyzantów na Zachód. Flame przyjął te rozkazy do wiadomości i zorganizował przerzut części partyzantów. Z akcji eksterminacyjnej uratował się jeden żołnierz NSZ, Andrzej Bujok ps. „Jędrek”, „Brzoza”. Po jego dotarciu do Flamego akcja przerzutu została wstrzymana. Pozostała część zgrupowania pozostawała w dalszym ciągu w podziemiu. Śledztwo w sprawie mordu na żołnierzach NSZ wszczęto 30 lipca 1991 roku w Prokuraturze Wojewódzkiej w Opolu. Zostało jednak umorzone już 30 grudnia 1993 roku. Ustalono jedynie kilka nazwisk funkcjonariuszy UB, którzy byli w tę sprawę zamieszani: płk Józef Kratko (szef Wojewódzkiego Urzędu Bezpieczeństwa Publicznego w Katowicach, który w 1969 roku wyjechał do Izraela), Marian Fink z WUBP (zmienił nazwisko i wyjechał do Izraela), gen. Roman Romkowski (zmarł w 1965 roku), Henryk Wendrowski (awansował do stopnia pułkownika UB, a następnie był ambasadorem PRL w Królestwie Danii (1968-1973) i Republice Islandii (1978-1981)). Śledztwo zostało wznowione przez Instytut Pamięci Narodowej.
W oddziałach NSZ z całą stanowczością egzekwowano dyscyplinę i porządek, by wbrew komunistycznej propagandzie pokazać ludności, że są regularnym wojskiem, a nie grupą przestępczą. Żołnierze, którzy uchybili przyjętym zasadom byli surowo karani. Jednym z przykładów jest zabójstwo przez Jana Przewoźnika ps. „Ryś” (bliski współpracownik Henryka Flame) partyzanta o pseudonimie „Świstak” za przywłaszczenie sobie butów podczas jednej z przeprowadzonych akcji.
Po serii niepowodzeń w listopadzie 1946 r. Narodowe Siły Zbrojne zaprzestały podejmowania wszelkich akcji. 22 lutego 1947 r. w wyniku amnestii zdekonspirował się bielski inspektorat AK (ok. 600 żołnierzy). 11 marca tego samego roku ujawniła się część żołnierzy z oddziału „Bartka”, w tym sam Henryk Flame. W tym samym miesiącu komendant MO w Bielsku sporządził notatkę o następującej treści:
„Można by śmiało powiedzieć, że organizacji tajnych obecnie nie ma. Jednak przypuszczać można z całą stanowczością naszą, że elementów politycznie wrogich jest cały szereg (...)”.
Nie był to jednak zupełny koniec działalności podziemia niepodległościowego na terenie Bielska-Białej. Jeszcze w 1947 r. w Komorowicach działały małe grupki utożsamiające się z NSZ. Ostatni oddział tej formacji na tym terenie UB zlikwidowało w 1948 r. Na terenie Podbeskidzia istniała także młodzieżowa organizacja konspiracyjna Legion Partyzantów Podhalańskich. Sam Henryk Flame po ujawnieniu się został zamordowany 1 grudnia 1947 w Zabrzegu k. Czechowic-Dziedzic.
Obecnie działalność podziemia na Podbeskidziu jest różnie oceniana – z jednej strony część partyzanckich oddziałów walczyły o niepodległą i demokratyczną Polskę (wielu współczesnych historyków uznaje żołnierzy podziemia antykomunistycznego za legalne Wojsko Polskie podlegające legalnym władzom RP w Londynie), z drugiej jednak metody tej walki przez wielu są uznawane za zbyt brutalne, a sama walka za z góry skazana na przegraną.